# Coenosia freyi
Coenosia freyi este o specie de muște din genul Coenosia, familia Muscidae, descrisă de Tiensuu în anul 1945. Conform Catalogue of Life specia Coenosia freyi nu are subspecii cunoscute.